# ایتا بنا (میسیسیپی)
ایتا بنا (به انگلیسی: Itta Bena) شهری در ایالت میسیسیپی کشور ایالات متحده آمریکا است که جمعیت آن در سرشماری سال ۲۰۱۰ میلادی، ۲٬۰۴۹
نفر بوده‌است.